# Guerra de sucesión polaca
La guerra de sucesión polaca, que tuvo lugar entre los años 1733 y 1738, fue una guerra con un alcance global europeo a la vez que una guerra civil polaca, con considerable interferencia de otros países, cuyo objetivo inicial era el de determinar quién iba a suceder a Augusto II como rey de Polonia y Lituania, pero que en realidad supuso también un nuevo enfrentamiento dirigido por los Borbones con la intención de socavar o eliminar el poder de los Habsburgo en la Europa occidental, como continuación de la propia guerra de sucesión española.
La guerra enfrentó por un lado a los partidarios de Federico Augusto II, elector de Sajonia, quien reinaría en Polonia con el nombre de Augusto III y por otro a los partidarios de Estanislao Leszczynski, quien a su vez había ya reinado (y reinaría de nuevo) en Polonia con el nombre de Estanislao I.
Augusto III recibió durante estas luchas la ayuda del Imperio ruso y del Sacro Imperio Romano Germánico, con el archiducado de Austria y Sajonia especialmente (territorio del que además era soberano), mientras que Estanislao I fue apoyado por Francia, Baviera, el Ducado de Saboya, el Reino de Cerdeña y España.

## Antecedentes

### Polonia

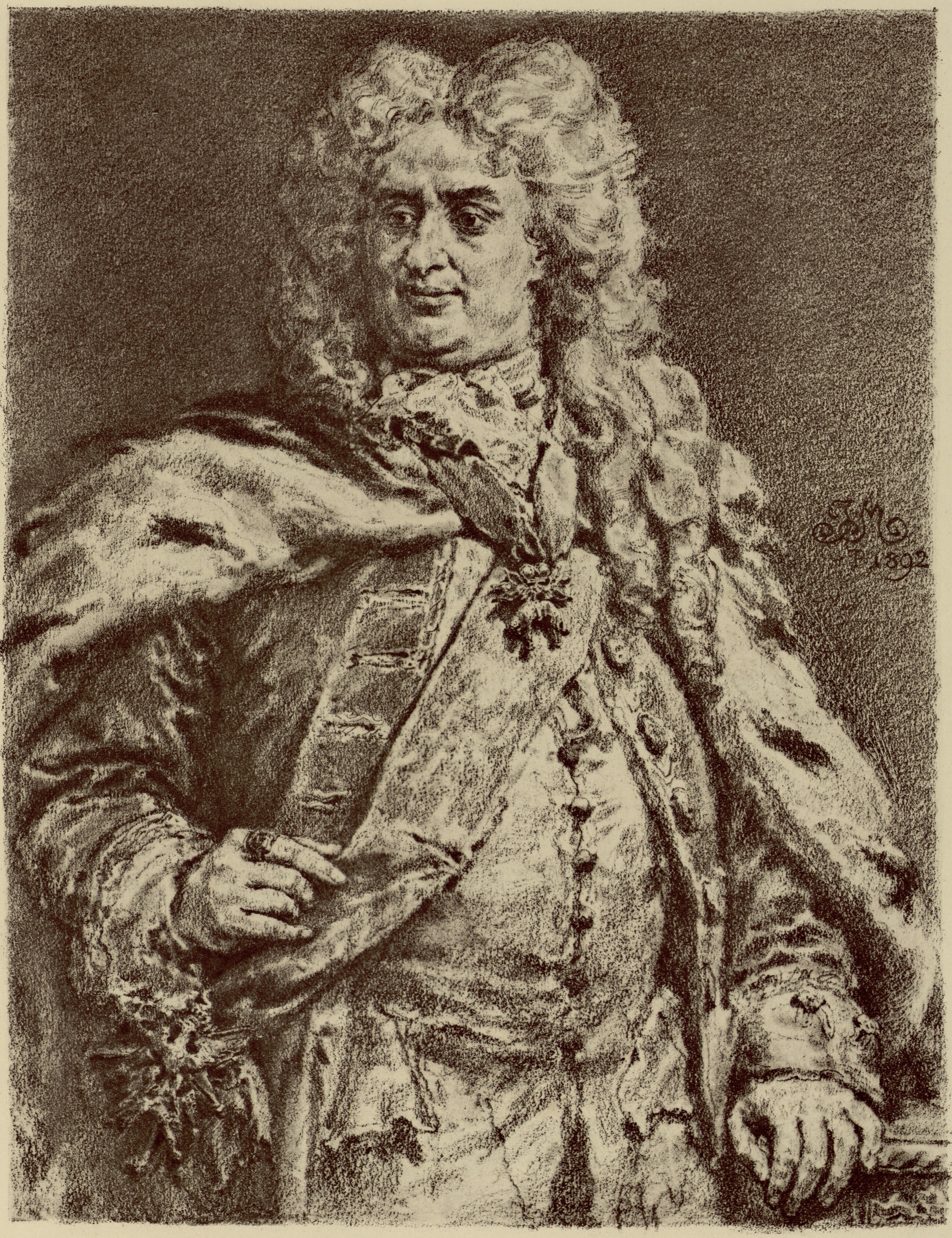
Augusto II de Polonia (cuadro del pintor polaco de temas históricos Jan Matejko, serie de retratos de los reyes de Polonia).

En Varsovia, el 1 de febrero de 1733 falleció Augusto II, rey de Polonia a la vez que elector de Sajonia, sucediéndole en ambos títulos su hijo Augusto. Con esta muerte, sin embargo, se reabría el mal cerrado enfrentamiento con Estanislao Leszczynski, que ya había sido rey de Polonia como Estanislao I entre 1704 y 1709 con apoyo de Suecia, para verse exiliado en Francia y sustituido por Augusto III con apoyo de Rusia tras la batalla de Poltava.
En realidad, la crisis política en la Mancomunidad polaco-lituana ya se venía gestando de tiempo, y se iba arrastrando sin ser resuelta al menos desde finales del siglo XVI, debilitando cada vez más al país frente a cuatro nuevas potencias emergentes que aparecían en sus fronteras: Suecia al norte, el Imperio ruso al este, Prusia (irónicamente una dependencia feudal de la propia Polonia que se había unido a Brandeburgo) al oeste y Austria al sur.
La Unión de Lublin entre Polonia y Lituania, que había formado dicha mancomunidad de naciones, había supuesto la potenciación del poder de la nobleza de Polonia y Lituania, que ejercía sus prerrogativas a través de su pertenencia al Sejm o Parlamento, y que no estaba en absoluto dispuesta a renunciar a sus privilegios frente al poder real.
La debilidad del país ante las potencias vecinas quedó, pues, ampliada por el papel de la nobleza y por las luchas intestinas entre la misma, que acabaron por plasmarse en el apoyo, a principios del siglo XVIII, a dos familias o clanes rivales que aspiraban a la corona del reino. El primero de ellos es el de Augusto II de Polonia, elector de Sajonia elegido rey por el Sejm en 1697.

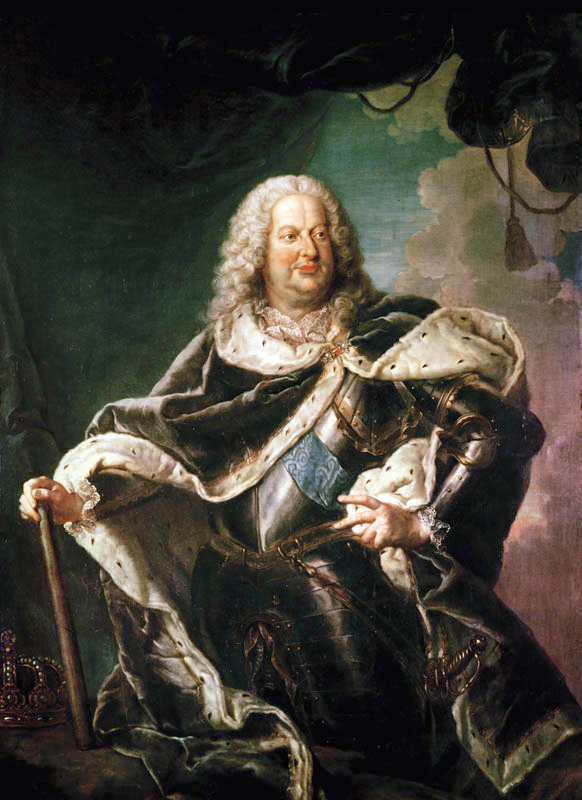
Estanislao I Leszczynski.

El segundo de ellos era el clan de los Wieniawa, representado por Stanisław Leszczyński, elegido rey de Polonia el 12 de julio de 1704 con el nombre de Estanislao I tras la invasión de Polonia por las tropas de Carlos XII de Suecia, que rechazaba un ataque conjunto del zar Pedro I de Rusia y de Augusto II. Sin embargo, tras invadir a su vez Rusia Carlos XII con el apoyo de su nuevo aliado, fue derrotado en la batalla de Poltava en 1709, huyendo hacia el sur para ser hecho prisionero en Besarabia por el Imperio Turco. Estanislao, depuesto por el nuevo avance ruso, que reintegró el trono polaco-lituano a Augusto II, se unió voluntariamente a Carlos XII en su prisión. Puestos en libertad, Carlos XII cedió a Estanislao el disfrute de su posesión del principado de Zweibrücken en la frontera con Francia. A la muerte de Carlos XII, Estanislao se acogió a la protección de Leopoldo I de Lorena.
Estanislao parecía haberse olvidado de Polonia, a la vez que Augusto II de Polonia se consolidaba en el trono. No obstante, el 2 de abril de 1725, Luis XV de Francia pidió la mano de María Leszczynska, hija de Estanislao, devolviendo la familia al primer lugar de la escena política europea y haciendo que concibiese esperanzas de recibir el apoyo de su yerno para recuperar el trono polaco.
La oportunidad para Estanislao se presentó el 1 de febrero de 1733, con la muerte del rey Augusto II. La alternativa planteada era elegir como sucesor del rey al hijo del fallecido, Federico Augusto II, elector de Sajonia, o bien proceder a restaurar en el trono de Estanislao I. Cada una de estas opciones recibió apoyos, tanto en el interior de Polonia como en el resto de Europa.

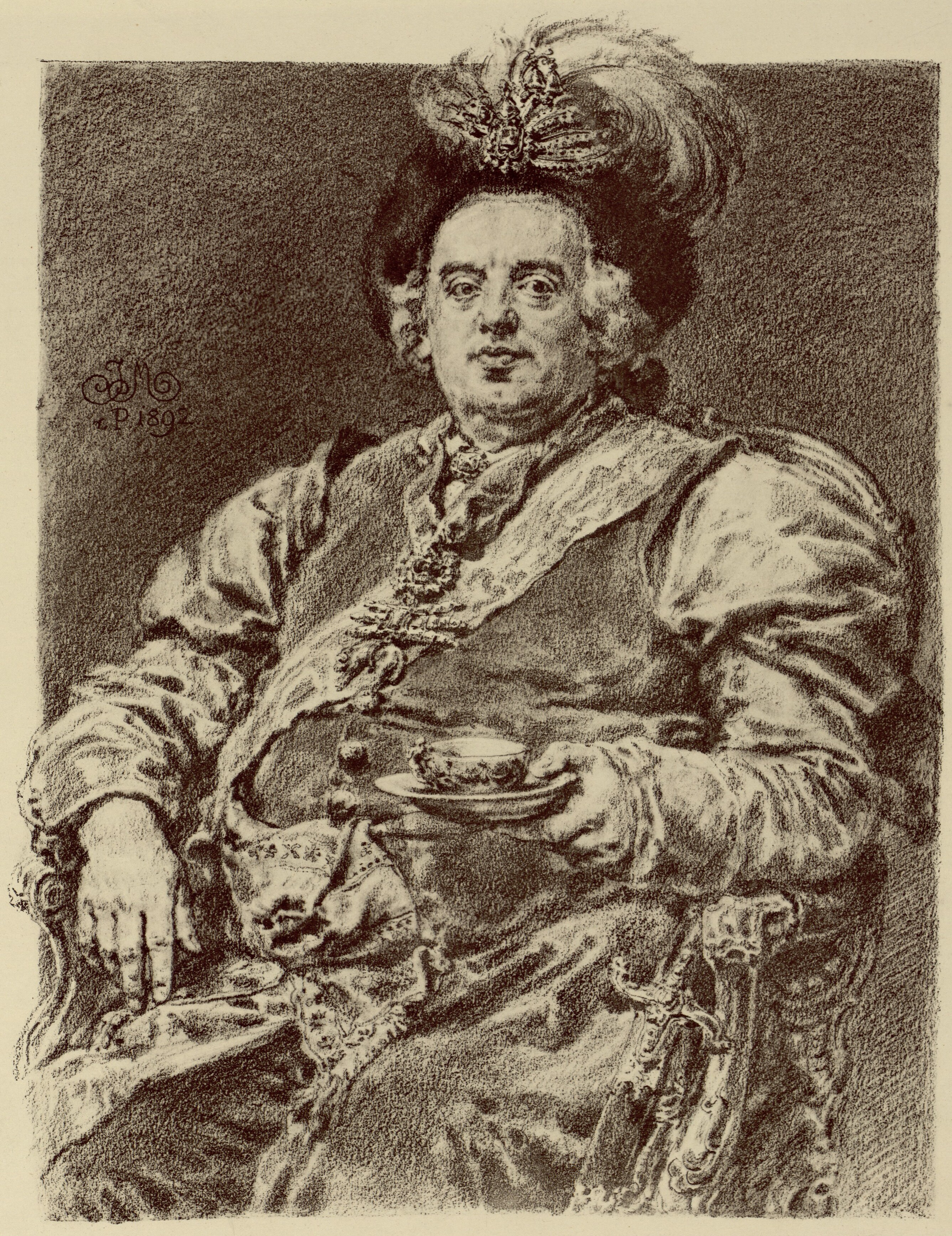
Augusto III de Polonia (cuadro del pintor polaco de temas históricos Jan Matejko, serie de retratos de los reyes de Polonia).

### Europa
En 1714 se había firmado el Tratado de Utrecht, que ponía fin a la guerra de sucesión española y que suponía que la dinastía Borbón se instalaba en España, sin que Francia, no obstante, se anexionase el país como se había llegado a temer por algunas potencias europeas. Para Francia representaba un gran triunfo en una larga historia de enfrentamientos con los Habsburgo que tenían su remoto origen en el Tratado de Verdún del año 843 que había establecido la partición del Imperio carolingio. Pero lo cierto es que Francia, a pesar de que había logrado eliminar la presencia de los Habsburgo en la Corona española y sus posesiones en América, no había alcanzado en la paz ningún provecho territorial en su búsqueda del avance de la frontera francesa hasta el río Rin. Por el contrario, los Países Bajos españoles habían pasado a manos de la rama austriaca, bloqueando el avance francés por la costa del canal de la Mancha hacia el mar del Norte y la desembocadura del Rin, mientras que hacia el este la situación no había variado tampoco en la cuestión de avances territoriales.
Al mismo tiempo, la rama borbónica instalada en España (Felipe V) inició una campaña de recuperación de las posesiones perdidas por España en la península italiana, posesiones que habían sido cedidas a los austriacos por la Paz de Utrecht.
Por lo que respecta al Reino Unido, se limitaba a ejercer una cierta vigilancia sobre los asuntos europeos, a la vez que potenciaba su marina de guerra (la Royal Navy) sirviéndose para ello de las diversas bases que había ido adquiriendo en diversos lugares.
Hacia el este de Europa, estaba apareciendo el Imperio ruso, que se había consolidado como una potencia continental y aspiraba a obtener una salida hacia el mar en zonas libres de hielos, especialmente en el mar Báltico.
Se había instalado, pues, un inestable equilibrio de poder en Europa, que podía romperse ante cualquier movimiento de una de las grandes potencias aprovechándose de alguna circunstancia.
Y la circunstancia que se presentó en 1733 fue la existencia de disputas en la sucesión en el trono de la confederación formada por Polonia y Lituania.

## Estallido de la crisis

Mapa de la Mancomunidad polaco-lituana en 1701, con unas fronteras idénticas a las existentes en 1733, al inicio de la guerra de sucesión polaca.

La causa inmediata del estallido de la crisis fue la muerte en Varsovia, el 1 de febrero de 1733, de Augusto II de Polonia, rey de Polonia y elector de Sajonia. Le sucedió su hijo Augusto, proclamado nuevo rey de Polonia como Augusto III. Augusto III recibió de inmediato el reconocimiento como nuevo rey por parte de Carlos VI, emperador del Sacro Imperio Romano Germánico, y de Ana, zarina de Rusia.
Por el contrario, el cardenal Fleury, que en esas fechas era el primer ministro de facto de Francia con Luis XV, yerno del depuesto Estanislao Leszczynski, permitió a este embarcarse en secreto rumbo a Polonia, para intentar la recuperación de su trono con apoyo francés. Fleury no apreciaba demasiado a Estanislao, pero vio la oportunidad de sacarse de encima a un huésped molesto, que debía ser mantenido por Francia, aunque no era partidario de embarcar a Francia en la aventura polaca de Estanislao, quien, en cambio, era alentado en sus expectativas por su yerno.
Finalmente, Estanislao llegó a Varsovia el 8 de septiembre de 1733, ciudad donde fue reconocido por un grupo de nobles polacos y lituanos como rey de Polonia y gran duque de Lituania, el 12 de septiembre. No obstante, los adversarios polacos de Estanislao se alzaron en armas, a la vez que un ejército ruso avanzaba hacia Polonia, con lo que el 22 de septiembre el recién proclamado Estanislao I Leszczynski huía rumbo a Gdansk (Danzig) esperando recibir ayuda por vía marítima, al tiempo que Augusto III era coronado rey en Varsovia bajo la protección de las bayonetas rusas.
El 10 de octubre de 1733, el rey Luis XV de Francia, constatando que no podía llegar en sus ataques a Rusia, decidió declarar la guerra contra el Sacro Imperio Romano Germánico, cuyo emperador era Carlos VI, el mismo que había disputado con Felipe V la corona de España. Cabe suponer que Luis XV esperaba poder ocupar los Países Bajos austriacos con cierta facilidad. En cualquier caso, por medio de esta declaración de guerra se dio inicio a la guerra de sucesión polaca.

## Desarrollo de las operaciones
El escenario del conflicto fue múltiple, pero dos fueron los lugares que fueron escenarios de combates: la propia Polonia y la península italiana, aunque especialmente fue esta segunda la más afectada por los enfrentamientos bélicos.

### Polonia

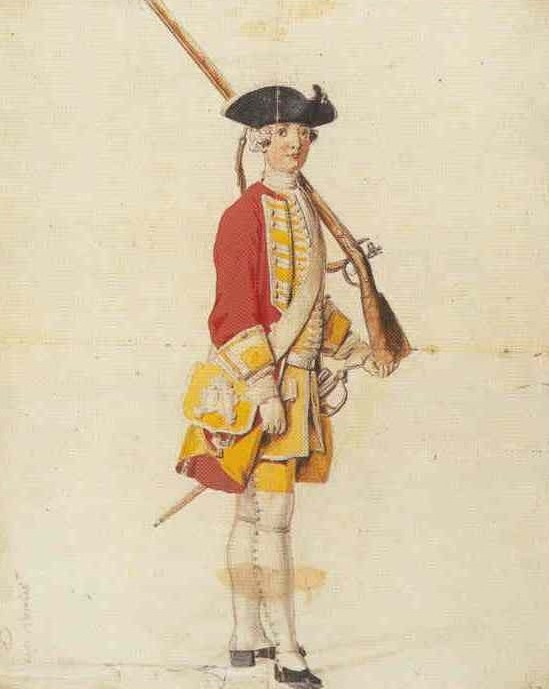
Imagen de un soldado sajón de la época.

El escenario de los primeros combates fue la propia Polonia, ya que Estanislao I se había refugiado en la ciudad costera de Gdansk (Danzig en alemán) el 22 de septiembre de 1733, en espera de recibir ayuda desde Francia por vía marítima, dando lugar así a la batalla conocida como Sitio de Danzig.
Ante dicha ciudad se presentó el 22 de febrero de 1734 un ejército ruso, formado por unos 20 000 hombres al mando de Peter Lacy, que estableció un asedio sobre la ciudad. El 17 de marzo del mismo año, Lacy fue reemplazado por el conde Burkhard Christoph von Münnich, mariscal ruso, a la vez que el 20 de mayo llegaban los esperados auxilios desde Francia, en forma de poco más de 2000 soldados que desembarcaron en la península de Westerplatte, cercana a Gdansk. Estos pocos soldados nada pudieron hacer contra las superiores fuerzas rusas, por lo que el 30 de junio la ciudad capituló incondicionalmente a los rusos. Estanislao, disfrazado, había escapado del cerco el 28 de junio, rumbo a Königsberg.
Desde su refugio, hizo un llamamiento a Francia, pidiendo el envío de un ejército de 40 000 hombres para así invadir el electorado de Sajonia, petición que no fue atendida por Luis XV de Francia, con lo que Estanislao I no tuvo otro remedio que abandonar Polonia y embarcarse rumbo a un segundo exilio en Francia, dándose, así pues, por terminadas las operaciones militares en territorio polaco.

### Italia
Aprovechando la cercanía a Francia de las posesiones austriacas en la península italiana, como Lombardía o el ducado de Parma, un ejército franco-piamontés invadió Italia. Por otro lado, tropas francesas avanzaron en la zona del Rin y Lorena, a la vez que fuerzas españolas invadían el Reino de las Dos Sicilias, en cumplimiento de lo acordado en el primero de los Pactos de Familia. Los principales enfrentamientos durante el conflicto, aparte de algunos menores, fueron las batallas de Bitonto y San Pietro, el sitio de Gaeta y la batalla de Guastalla, por orden cronológico.
Debido, pues, a las circunstancias políticas y geográficas de los países involucrados en el conflicto, fue en el territorio italiano donde realmente se decidió el resultado de la guerra.

#### Batalla de Bitonto

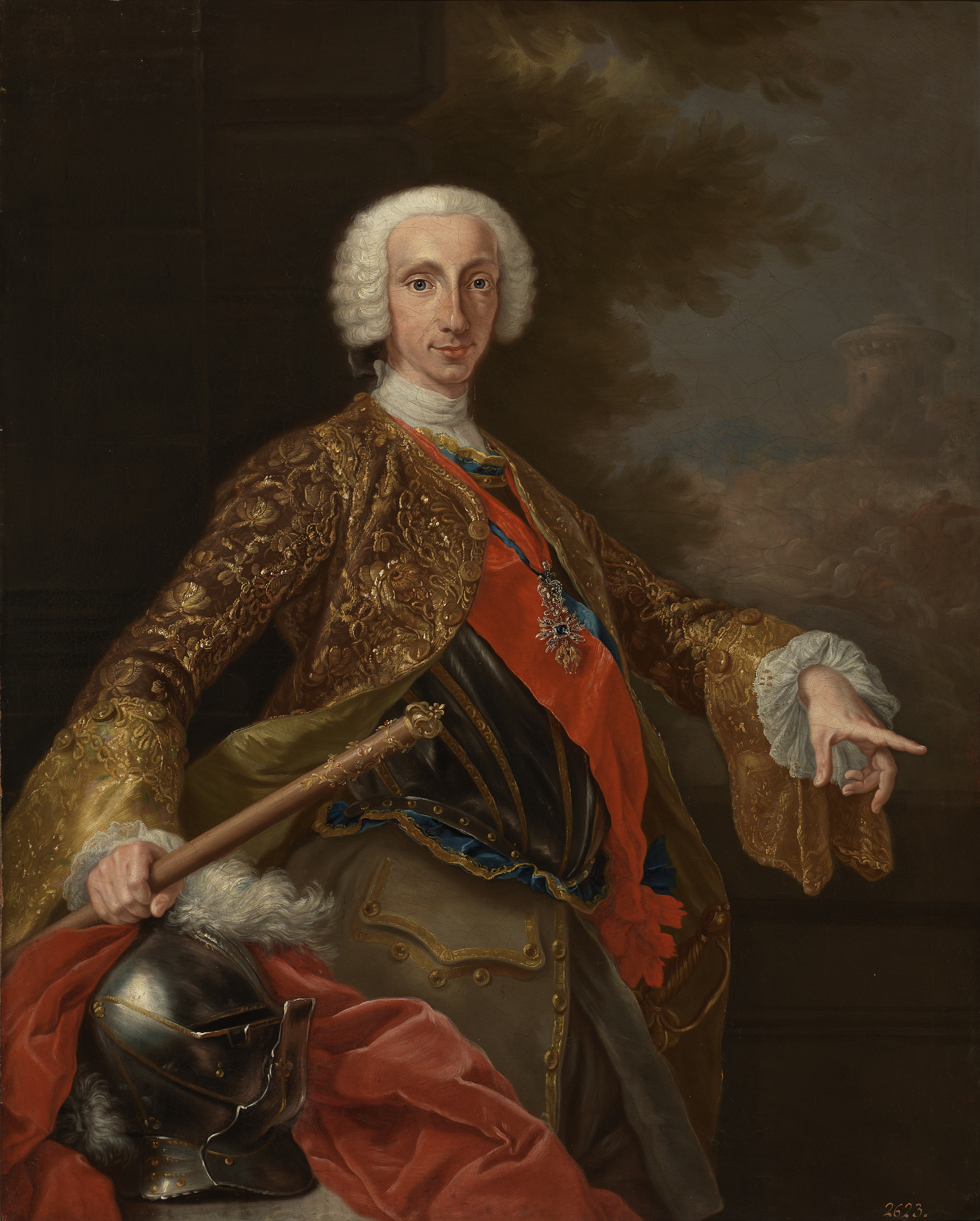
Cuadro de Carlos VII de Nápoles, coronado rey como consecuencia de la batalla de Bitonto. Cuadro pintado por Giuseppe Bonito, propiedad del Museo del Prado.

La Batalla de Bitonto se libró el 25 de mayo de 1734 en la localidad italiana de Bitonto, en las cercanías de la ciudad de Bari, y en ella se enfrentaron unos 14 000 soldados españoles al mando de José Carrillo de Albornoz, conde de Montemar, con unos 8500 soldados austriacos a cuyo frente se encontraba José Antonio de Belmonte, príncipe de Belmonte. El ejército español había partido de sus bases en la Toscana en esa misma primavera, atravesando los Estados Pontificios, para invadir el reino de Nápoles, que se encontraba bajo dominio austriaco.
Habiendo tenido conocimiento de la prevista llegada de refuerzos para los austriacos, consistentes en unos 6000 soldados croatas que debían atravesar el Adriático, el conde de Montemar precipitó la batalla, para la que utilizó la cobertura naval que le prestó la Armada española.
En el curso de la batalla, de nueve horas de duración, el ejército español logró una rotunda victoria, con lo que las tropas españolas pasaron a controlar casi la totalidad del reino, entrando en Nápoles y coronando allí al español infante Carlos, duque de Parma, como rey de Nápoles, lo que supuso el final definitivo del dominio austriaco en el sur de Italia.

#### Batalla de San Pietro
Desde el principio de la guerra, tropas francesas y piamontesas habían ido ocupando todo el norte de Italia, expulsando a los austriacos de la Lombardía (antiguo Milanesado español) y del resto de la región, a excepción de Mantua, la capital del ducado de Mantua, fuertemente fortificada, donde los austriacos mantenían su resistencia.
En junio, tropas austriacas al mando de Claudio Florimundo, duque de Mercy, penetraron en el territorio conquistado por los franco-piamonteses, con la finalidad de ocupar la ciudad de Parma. En las cercanías de dicha ciudad se toparon con fuerzas francesas al mando de los mariscales François-Marie de Broglie, conde de Broglie y François de Franquetot de Coigny; estos últimos habían tomado el mando del Ejército francés a la muerte del mariscal Claude Louis Hector de Villars, el 17 de junio de 1734 en Turín.
El 29 de junio de 1734 se produjo el choque entre ambos ejércitos, en la Batalla de San Pietro, que se saldó con la victoria francesa y la recuperación del territorio por los austriacos durante su contraofensiva, retirándose los imperiales abandonando muertos y heridos en el campo de batalla. Durante la batalla resultó muerto el propio comandante austriaco, duque de Mercy.

#### Sitio de Gaeta
Tras la victoria española en la batalla de Bitonto, algunos austriacos se atrincheraron en la plaza fuerte de Gaeta, donde quedaron sitiados por tropas españolas al mando del recién entronizado rey Carlos VII de Nápoles, anteriormente infante Carlos, duque de Parma. Así, entre el 8 de abril y el 6 de agosto de 1734, fecha de la capitulación de los austriacos cercados en la fortaleza, se desarrolló el Sitio de Gaeta. Capua, asediada desde abril, se rendiría el 30 de noviembre, quedando la totalidad del Reino de Nápoles en manos españolas y completamente despejado de tropas austriacas el sur de Italia.

#### Batalla de Guastalla
La Batalla de Guastalla (también llamada a veces batalla de Luzzara), que se produjo el 19 de septiembre de 1734 en Guastalla, supuso un nuevo intento de los austriacos, a las órdenes de Dominik von Königsegg-Rothenfels y Federico Luis de Wurtemberg-Winnental (quien resultó muerto en el combate) para romper las líneas franco-piamontesas, que mandaban Carlos Manuel III de Cerdeña y los mariscales franceses François-Marie de Broglie, conde de Broglie, y François de Franquetot de Coigny. Aunque la batalla quedó formalmente en tablas, la consecuencia práctica de la misma fue la consolidación del poder franco-piamontés en el norte de Italia.

### Alemania
En el teatro de operaciones alemán, en la zona del río Rin, solo tuvieron lugar enfrentamientos menores. Cabe destacar, sin embargo, el sitio de Philippsburg, en la actual Alemania, en el que resultó muerto por un obús el primer duque de Berwick, James Fitz-James .

## Consecuencias

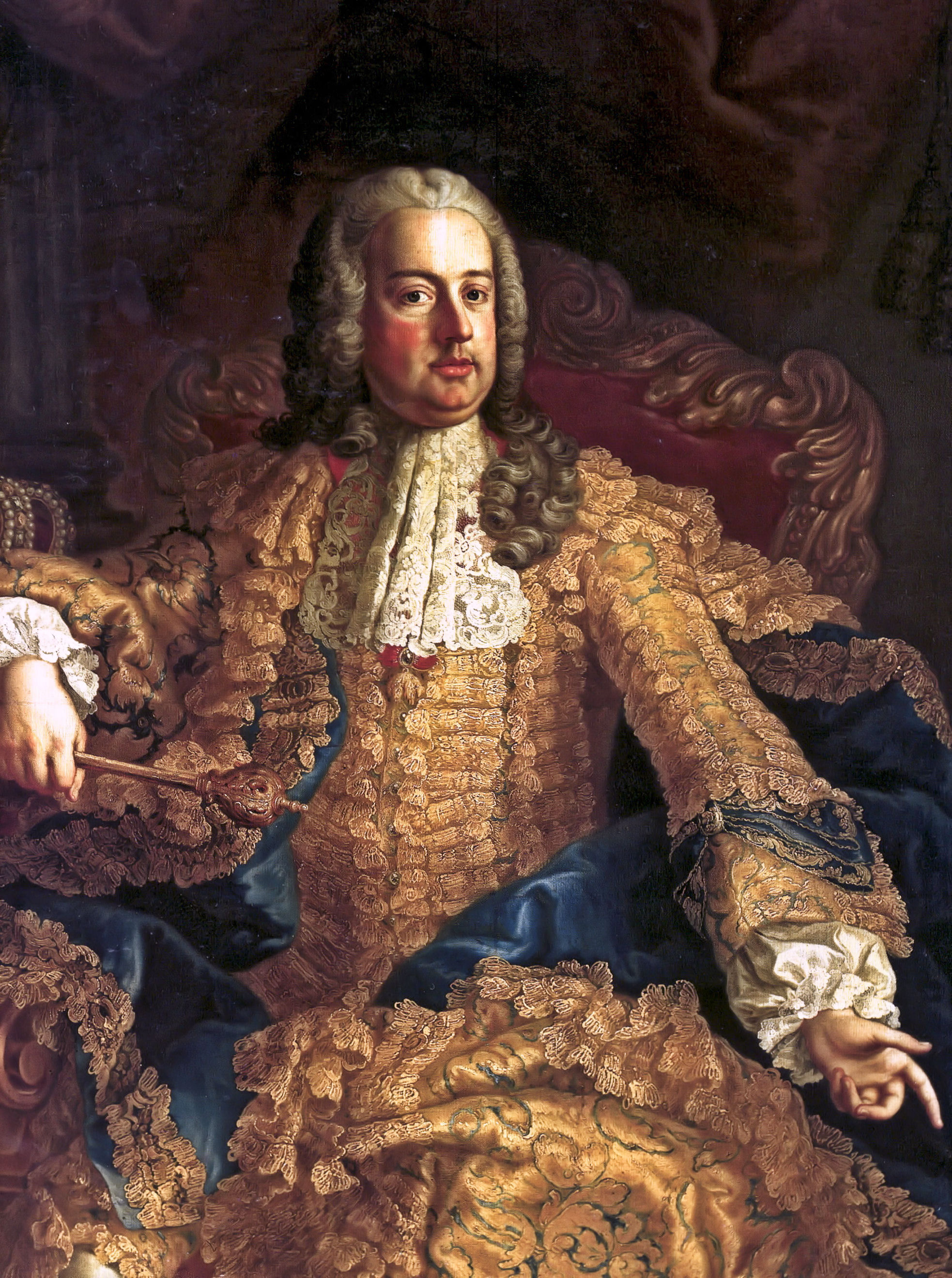
Francisco de Lorena.

Tras cinco largos años de lucha, había llegado el momento de hacer la paz, y cada uno de los países involucrados en la guerra buscó el medio de hacer valer en los acuerdos de paz las ventajas alcanzadas en la lucha.
Así, Francia ya había iniciado desde 1735 contactos con Austria para buscar un acuerdo, tras demostrar en los campos de batalla su superioridad militar en el norte de Italia y la de sus aliados españoles en el sur de este país. Unida a Francia por el primero de los llamados Pactos de Familia, España cedió la iniciativa diplomática a Francia, que llegó al acuerdo con Austria de aceptar la Pragmática Sanción austriaca, por la que la herencia del Sacro Imperio Romano Germánico pasaría a manos de María Teresa I de Austria, casada con Francisco III de Lorena. A cambio, Austria haría diversas concesiones.
Las conversaciones preliminares desembocaron en el Tratado de Viena, firmado en el mismo 1735 (aunque no fue ratificado hasta 1738), que puso fin al conflicto.
La primera consecuencia de los acuerdos de paz, por lo que respecta a Polonia, causa teórica de la guerra, fue que Augusto III de Polonia fue completamente consolidado como rey del país, quedando definitivamente descartado Estanislao I Leszczynski. No obstante, la dependencia en la que se hallaba el país respecto de las grandes potencias no tardaría en pasarle una amarga factura, con los repartos de Polonia entre los países vecinos en el último cuarto del siglo XVIII.
Para compensar a Estanislao, se cedía a este el ducado de Lorena, hasta entonces en manos de Francisco III de Lorena, casado con María Teresa de Austria. Con esta compensación, Francia obtenía además la desvinculación de Lorena a los Habsburgo y su adscripción a una rama de la propia familia real francesa, puesto que esperaban que el ducado revirtiese a la hija de Estanislao, María Leszczynska, casada con Luis XV de Francia. De este modo, Francia alcanzaría lo que consideraba su frontera natural, el río Rin, consolidando sus posiciones en Alsacia.
Francisco de Lorena, por su parte, recibiría como compensación el Gran Ducado de Toscana, en Italia, vacante desde la muerte de Juan Gastón I de Toscana, último de los Médicis, además de ver reconocidos los derechos de su esposa a la herencia austriaca. Ello no impidió, sin embargo, que poco después, en 1740, estallase la guerra de sucesión austriaca, por la disputa de dicha herencia.
España obtuvo ganancias territoriales, pero no para ser unidas a la Corona, sino para ramas menores. En concreto, se reconocía al infante Carlos, duque de Parma, como rey de Nápoles, con el nombre de Carlos VII de Nápoles. A pesar de ello, no logró el reconocimiento de los compromisos previamente asumidos por Francia en el Tratado de El Escorial.
Para compensar a los austriacos, Carlos les cedía el ducado de Parma, a lo que se añadían el ducado de Plasencia y el ducado de Guastalla.
Los piamonteses obtenían algunas ganancias territoriales menores, pero especialmente alcanzaban el reconocimiento de su estatus como potencia regional en el norte de Italia.
Rusia no obtenía ninguna ganancia territorial, pero sí lograba un estrechamiento de sus vínculos con el reino de Polonia, a la vez que hacía su presentación en el campo político, diplomático y militar europeo, en calidad de gran potencia, lo que le aseguraría poco después una amplia mejora de sus posesiones territoriales con las particiones de Polonia.